# Капреоміцин
Капреоміцин — природний антибіотик поліпептидної природи, структурно близький до аміноглікозидів, для парентерального застосування. Вироблення препарату передбачає використання продуктів життєдіяльності Streptomyces capreolus. Уперше капреоміцин був отриманий у 1960 році.

## Фармакологічні властивості
Капреоміцин — природний антибіотик, структурно близький до аміноглікозидів для парентерального застосування. Препарат має бактеріостатичної дію, зумовлену порушенням синтезу білків у бактеріальних клітинах. Капреоміцин вибірково активний до туберкульозної палички та до інших мікобактерій, до інших мікроорганізмів препарат неактивний.

### Фармакокінетика
Капреоміцин не всмоктується з шлунково-кишкового тракту, тому вводиться тільки парентерально. Максимальна концентрація в крові досягається протягом 1-2 годин після введення. Погано проникає через гематоенцефалічний бар'єр. Препарат проникає через плацентарний бар'єр. Невідомо, чи виділяється капреоміцин в грудне молоко. Препарат не метаболізується в організмі, виводиться переважно з сечею в незміненому вигляді, частково виділяється з жовчю. Період напіввиведення капреоміцину становить 3-6 годин, при нирковій недостатності цей час може збільшуватись.

## Показання
Капреоміцин застосовують як препарат резерву для лікування туберкульозу легень при непереносимості або нечутливості до препаратів І ряду (у тому числі при множинній резистентності мікобактерій туберкульозу до лікарських засобів).

## Побічна дія
При застосуванні капреоміцину можливі наступні побічні ефекти:
- Алергічні реакції — рідко висипання на шкірі, свербіж шкіри, гіперемія шкіри, гарячка.
- З боку травної системи — можуть спостерігатися нудота, блювання, спрага, печінкова недостатність. При застосуванні капреоміцину гепатотоксичність спостерігається рідше, ніж при застосуванні інших протитуберкульозних препаратів.
- З боку нервової системи — часто (у 11% випадків застосування) спостерігали ураження VIII пари черепно-мозкових нервів з імовірним розвитком часткової або повної глухоти (у 3% випадків); можуть спостерігатися також слабкість, сонливість, шум та закладання в вухах, запаморочення, нервово-м'язова блокада, головний біль.
- З боку сечовидільної системи — дуже часто оборотна нефротоксичність, що супроводжується підвищенням рівня креатиніну і сечовини в крові (до 36—46% випадків застосування), частіше при сумісному застосуванні з іншими нефротоксичними ліками; рідко спостерігаються токсичний нефрит, тубулярний некроз, дизурія, ниркова недостатність.
- З боку серцево-судинної системи — рідко аритмія.
- Зміни в лабораторних аналізах — найчастіше еозинофілія (до 5% випадків застосування); нечасто лейкоцитоз, лейкопенія, гіпокаліємія; підвищення рівня білірубіну, активності амінотрансфераз у крові.
- Місцеві реакції — у 1—3% випадків застосування болючість, розвиток стерильних абсцесів та підвищена кровоточивість у місці введення.

## Протипокази
Капреоміцин протипоказаний при підвищеній чутливості до препарату, при вагітності. Під час лікування капреоміцином рекомендовано припинити годування грудьми. Капреоміцин не застосовується у дитячому віці.

## Форми випуску
Капреоміцин випускається у вигляді порошку в флаконах для ін'єкцій по 1,0 г.
Станом на 2023 рік, капреоміцин випускається лише у Китаї, Індії, Росії, та інших країнах, де не у повному об'ємі виконуються стандарти ВООЗ з лікуванню туберкульозу.